# IC 4867
IC 4867 — галактика типу S0-a (спіральна галактика) у сузір'ї Либідь.
Цей об'єкт міститься в оригінальній редакції індексного каталогу.